# Arucas
Arucas är en kommun och på norra delen av spanska ön Gran Canaria i den autonoma regionen Kanarieöarna. 
Den ligger i den autonoma regionen Kanarieöarna i sydvästra delen av landet, 1 600 km sydväst om huvudstaden Madrid. Antalet invånare är 38 936 (2024). Arealen är 32,84 kvadratkilometer.
Arucas är en förortskommun till Las Palmas. I Arucas finns en romfabrik som tillverkar mörk rom och honungslikören Ron Miel i flera olika varianter. Staden är även känd för San Juan-kyrkan som byggdes mellan 1909 och 1977. Många kallar den för katedral trots att den egentligen är en stor kyrka.

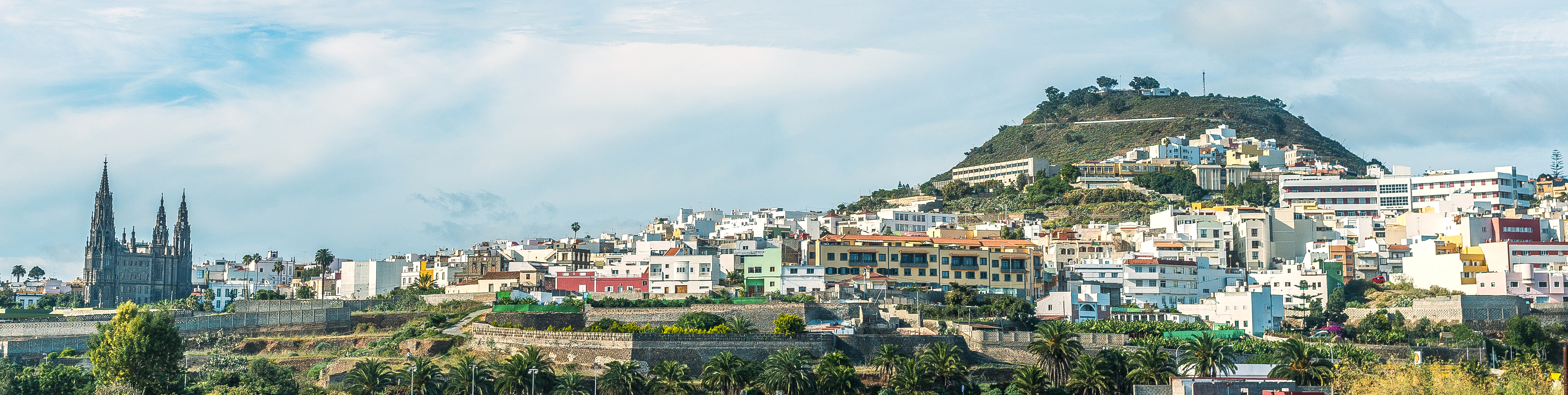
Arucas 2016

## Galleri

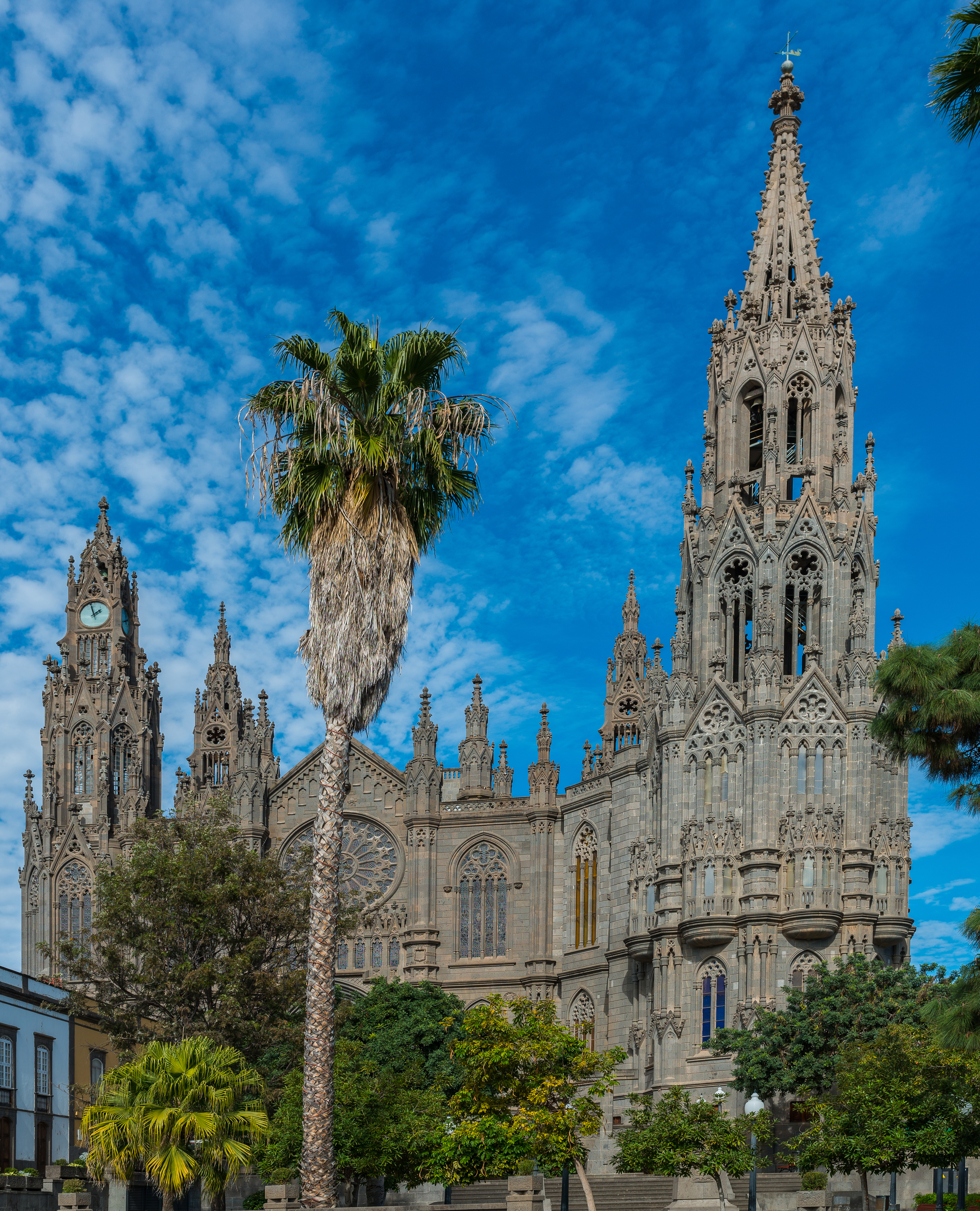
Kyrkan San Juan Bautista
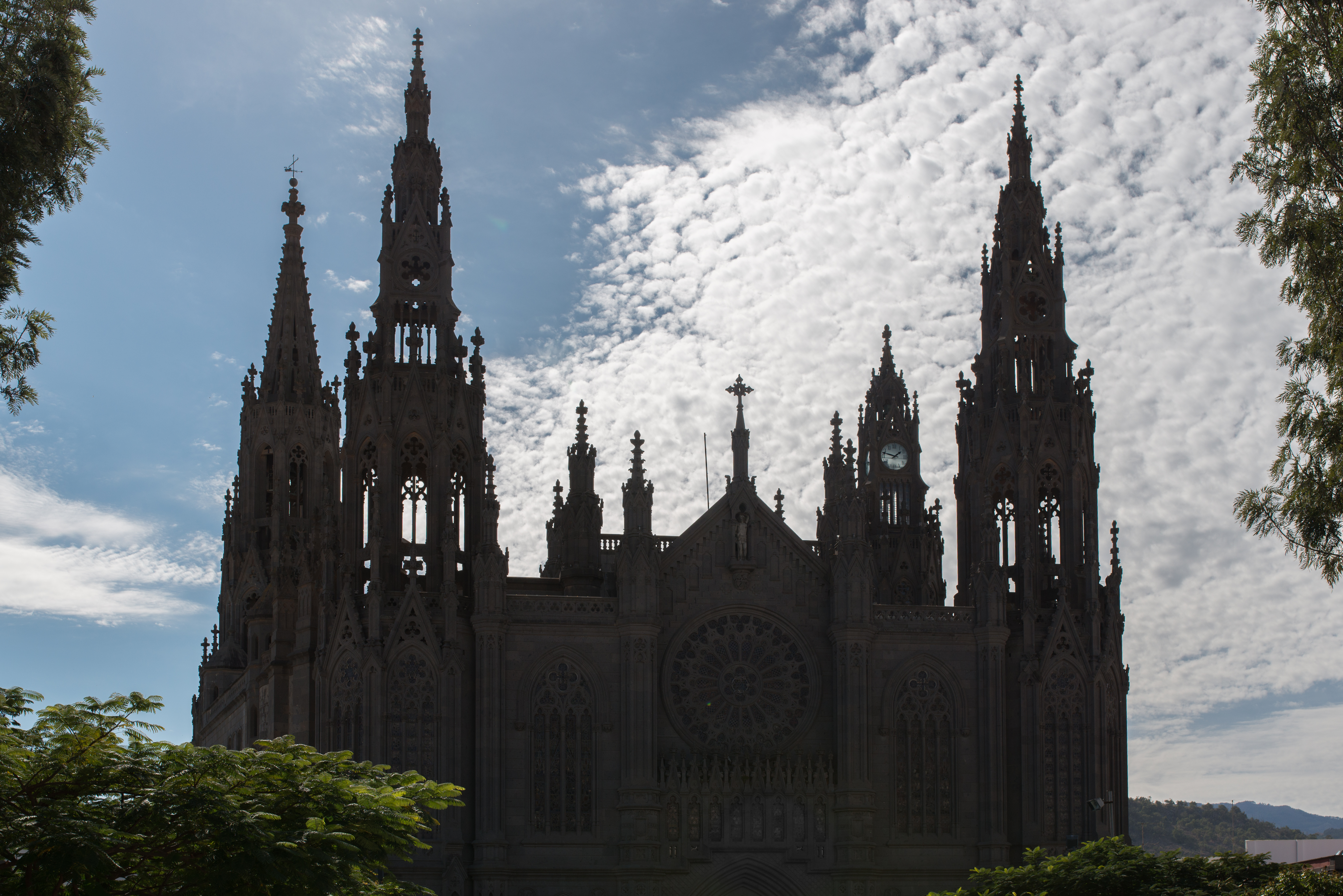
Kyrkan San Juan Bautista
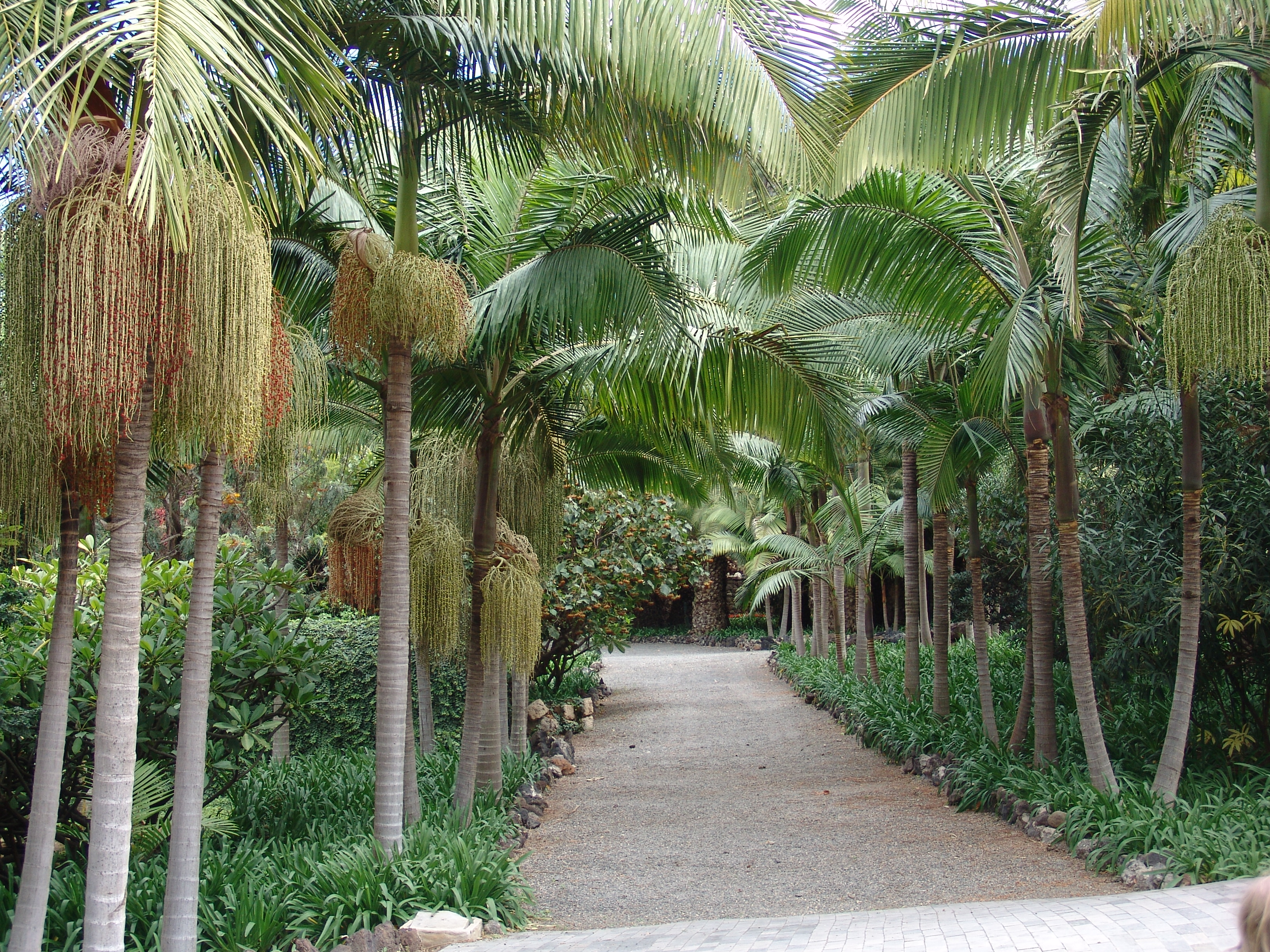
Jardín de la Marquesa de Arucas, Arucas botaniska trädgård.
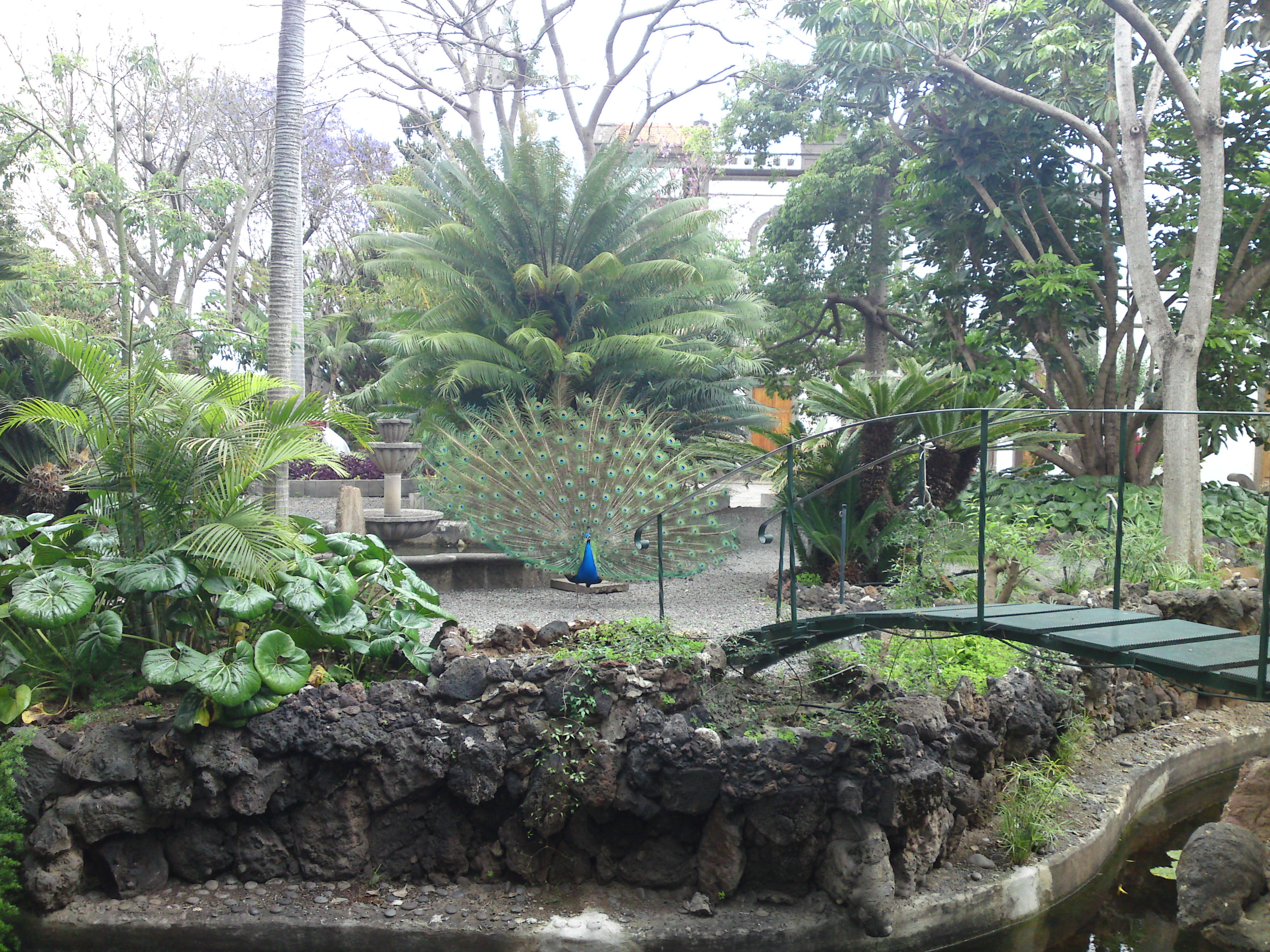
Jardín de la Marquesa de Arucas, den botaniska trädgården har mer än 500 växtsorter.

- Wikimedia Commons har media som rör Arucas.